# حقن داخل الغرفة
الحقن داخل غرفة العين أو الحقن داخل الغرفة (بالإنجليزية: Intracameral injection)‏ هو حقن مادة (غالبا مضاد حيوي) في تجويف العين (أو بالتحديد في غرفة العين الأمامية) لمنع التهاب باطن المقلة أو العدوى بعد جراحة الساد.
لم ترخص إدارة الغذاء والدواء الأمريكية هذه الطريقة لأي دواء أو مضاد حيوي، لذلك فهو يعد استخداما بدون تصريح، كما عبرت بعض الأطراف عن مخاوف بشأن هذا الإجراء الذي يساهم في زيادة أعداد البكتيريا المقاومة للمضادات الحيوية.
يرخص استعمال سيفيوروكزيم في المملكة المتحدة للحقن داخل الغرفة، كما وجد أن حقن منشط بلازمينوجين النسيجي المؤتلف (r-TPA) داخل غرفة العين فعال في علاج تكون الفايبرين داخل العين بعد الإصابة بالتهاب باطن المقلة.